# Cantón de Arlés-Este
El cantón de Arlés-Este era una división administrativa francesa, que estaba situada en el departamento de Bocas del Ródano y la región de Provenza-Alpes-Costa Azul.

## Composición
El cantón estaba formado por dos comunas, más una fracción de la comuna que le daba su nombre:
- Arlés (fracción)
- Fontvieille
- Saint-Martin-de-Crau

## Supresión del cantón de Arlés-Este
En aplicación del Decreto n.º 2014-271 de 27 de febrero de 2014, el cantón de Arlés-Este fue suprimido el 29 de marzo de 2015 y sus 3 comunas pasaron a formar parte; una del nuevo cantón de Arlés, una del nuevo cantón de Salon-de-Provence-1 y otra del nuevo cantón de Salon-de-Provence-2.